# Alexander Calder
Alexander Calder (22. rujna 1898., Lawnton, Pennsylvania – 11. studenog 1976., New York) je bio američki kipar čiji je opus najvećim dijelom bio posvećen kinetičkoj umjetnosti. Najpozanatiji je kao izumitelj mobila, pažljivo uravnoteženih konstrukcija koje se, cijele ili njihovi dijelovi, gibaju pod utjecajem zračnih struja. Također je stvarao velike apstraktne konstrukcije (tzv. stabili) i žičane figure, uglavnom za svoje rano djelo, Minijaturni cirkus.

## Život i djelo
Calder dolazi iz umjetničke obitelji u kojoj su mu i otac, Alexander Stirling Calder, i djed, Alexander Milne Calder, bili slavni kipari. Počeo je kao samouk umjetnik slikajući pejzaže, a potom je najprije studirao tehnologiju u Hobokenu, New Jersey, te potom umjetnost u New Yorku. Tu je do 1926. privatno studirao slikarstvo i radio kao inženjer. Te godine nastaju njegove skulpture od drveta, a 1927. prve pokretne igračke. Godine 1928. stvara prve pokretne žičane konstrukcije. Godine 1926. prvi put boravi u Parizu gdje se 1931. i vjenčao s Louisom James, nećakinjom Henryja Jamesa. Tu upoznaje suvremene umjetnike kao što su Piet Mondrian, Joan Miró, Jean Arp i Marcel Duchamp. Postaje član grupe „Apstrakcija-kreacija“ i njegovi prvi mobili (mehanički pokretane skulpture) se pojavljuju 1932. godine. Od 1933. godine živi naizmjenično u Francuskoj i u SAD-u; u to vrijeme se pojavljuju njegovi prvi veliki „mobili“ za eksterijere. Uskoro nastaju i velike apstraktne konstrukcije koje je nazvao stabili, kako bi ih razlikovao ali i povezao sa svojim mobilima.
Za svjetsku izložbu u Parizu 1937. godine napravio je fontanu žive u spomen na žrtve rudarenja žive. Od 1976. god. ova se fontana nalazi u Muzeju fundacije Joan Miró u Barceloni.
Ubraja se u glavne predstavnike kinetičke umjetnosti, i najutjecajnije umjetnike apstraktne umjetnosti, a njegova djela se nalaze u muzejima cijelog svijeta.

## Kronološka galerija djela
- L'empennage, 1953., Škotska nacionalna galerija, Edinburgh
- Četiri elementa, 1938.-61., Moderna Museet, Stockholm
- Le Tamanoir, 1963., Rotterdam
- Cactus provisoire, 1967., Dublin
- Bobine, 1970., Nacionalna galerija Australije, Canberra
- Quatre ailes („Četiri krila”), 1972., Barcelona
- Crinkly avec disc rouge, 1973., Stuttgart
- Feuille d'Arbre, 1974., Muzej umjetnosti Tel Aviv

## Vanjske poveznice
- www.calder.org - Calder Fundacija (engl.)
- Biographie, Werke und Literatur (njem.)
- Alexander Calder na stranicama Artcyclopedia